# Portland Timbers
Portland Timbers er en amerikansk fodboldklub fra byen Portland i Oregon. Klubben spiller i landets bedste liga, Major League Soccer, og har hjemmebane på stadionet Providence Park. Klubben blev grundlagt i 2009 i forbindelse med en udvidelse af MLS, og spillede i 2011 sin første sæson i ligaen. Inden den nuværende klubs stiftelse havde et hold med et tilsvarende navn spillet i mange år i en lavere amerikansk række. Dette hold blev opløst og videreført i det nye format.

## Danske spillere
- Ingen

## Trænere
Samtlige trænere i Portland Timers siden holdets indtræden i Major League Soccer i 2011:
- John Spencer (2011-)